# Leptotarsus gargettensis
Leptotarsus gargettensis är en tvåvingeart som beskrevs av Nikolas Vladimir Dobrotworsky 1974. Leptotarsus gargettensis ingår i släktet Leptotarsus och familjen storharkrankar. Inga underarter finns listade i Catalogue of Life.